# Zygonyx asahinai
Zygonyx asahinai е вид водно конче от семейство Libellulidae. Видът не е застрашен от изчезване.

## Разпространение
Разпространен е в Китай (Гуандун, Гуанси, Джъдзян и Фудзиен) и Хонконг.